# Colpochila aequaliceps
Colpochila aequaliceps är en skalbaggsart som beskrevs av Blackburn 1906. Colpochila aequaliceps ingår i släktet Colpochila och familjen Melolonthidae. Inga underarter finns listade i Catalogue of Life.